# Rakitovo
Rakitovo (bulharsky Ракитово) je město, ležící ve středním Bulharsku v Západních Rodopech. Je správním střediskem stejnojmenné obštiny a má přibližně 8 900 obyvatel.

## Historie
Nejstarší historie města je svázána se středověkou horskou pevností Cepina, kterou postavili bulharští chánové v polovině 9. století. Její rozvaliny leží 12 km severozápadně od Rakitova, v nadmořské výšce 1136 m, a uzavírají Čepinské údolí, které se nazývá po ní v turečtinou zkomoleném jménu. Po rozpadu první bulharské říše patřila Byzantincům a pak druhé bulharské říši. Počátkem 13. století se stala jedním ze sídel bojara Alexije Slava. Ve 14. století pevnosti v Rodopech úporně vzdorovaly osmanské invazi po porážce hlavních bulharských vojsk, nicméně neúspěšně.
První písemná zmínka o Rakitovu pochází z roku 1516. Bylo tu zaznamenáno 85 křesťanských a 6 muslimských rodin. Ještě koncem 16. století zůstával poměr mezi vyznavači obou náboženství stejný. Situace se změnila za sultána Mehmeda IV., odkdy bylo zdejší obyvatelstvo vystaveno intenzivní islamizaci, takže v polovině 19. století zde žilo 40 křesťanských a 248 muslimských rodin. Na rozdíl od jiných krajů si však bulharští muslimové v Rodopech zachovali svůj jazyk. V rusko-turecké válce se muslimové přidali na tureckou stranu a po porážce část z nich emigrovala. Ves byla povýšena na město v 1969 a sídlem obštiny je od roku 1977.

## Obyvatelstvo
K 15. září 2024 ve městě žilo 8 752 obyvatel a bylo zde trvale hlášeno 9 040 obyvatel. Podle sčítání 1. února 2011 bylo národnostní složení následující:
- Bulhaři: 4 426 (68.7 %)
- Romové: 1 829 (28.4 %)
- Turci: 24 (0.4 %)
- ostatní[p 2]: 159 (2.5 %)